# La Vierge à la roseraie (Luini)
Pour les articles homonymes, voir La Vierge à la roseraie.
La Vierge à la roseraie (en italien : Madonna del roseto) est une peinture à l'huile sur panneau de bois de 70 × 63 cm réalisée par Bernardino Luini, datable de 1510 environ et conservée à la pinacothèque de Brera à Milan.

## Histoire
Ce chef-d'œuvre de jeunesse de Luini est acquis par la galerie en 1826, acheté à la collection de Giuseppe Bianchi. Traditionnellement, il aurait été peint pour la chartreuse de Pavie, sans que cela ne soit confirmé par une documentation écrite.

## Description et style
La Vierge à mi-corps, vêtue d'une tunique orange et d'un voile bleu, est assise avec l'Enfant Jésus sur les genoux, devant un treillage de roses blanches, rappelant la symbolique de l'hortus conclusus. La rose est l'un des symboles mariaux depuis le Moyen Âge. L'attention portée à la description des plantes est liée au naturalisme lombard, dont les origines se trouvent dans le gothique international tardif. 
Le fond est sombre et uniforme, afin de faire ressortir l'éclairage plein de douceur. Le visage de la Vierge s'inspire du modèle incomparable de Léonard de Vinci, avec une douceur ombrée. L'Enfant Jésus s'inspire également des précédents de Léonard de Vinci, en particulier peut-être de la Vierge au chat (Madonna del gatto) jamais peinte ; l'artiste a utilisé une certaine liberté pour retravailler la forme, placer une diagonale, comme pour composer un arc idéal qui place la Vierge dans un ovale. L'Enfant Jésus montre le vase d'une plante, se référant au « vase mystique » de Marie, et tient de sa droite la fleur qui en sort, une ancolie qui représente, en raison de sa couleur rougeâtre, le sang de la Passion, donc la préfiguration du destin de Jésus.